# Stadt Bregenz (Schiff, 1990)
Die Stadt Bregenz ist ein Schiff der Vorarlberg Lines-Bodenseeschifffahrt (VBL) mit Heimathafen Bregenz.

## Geschichte

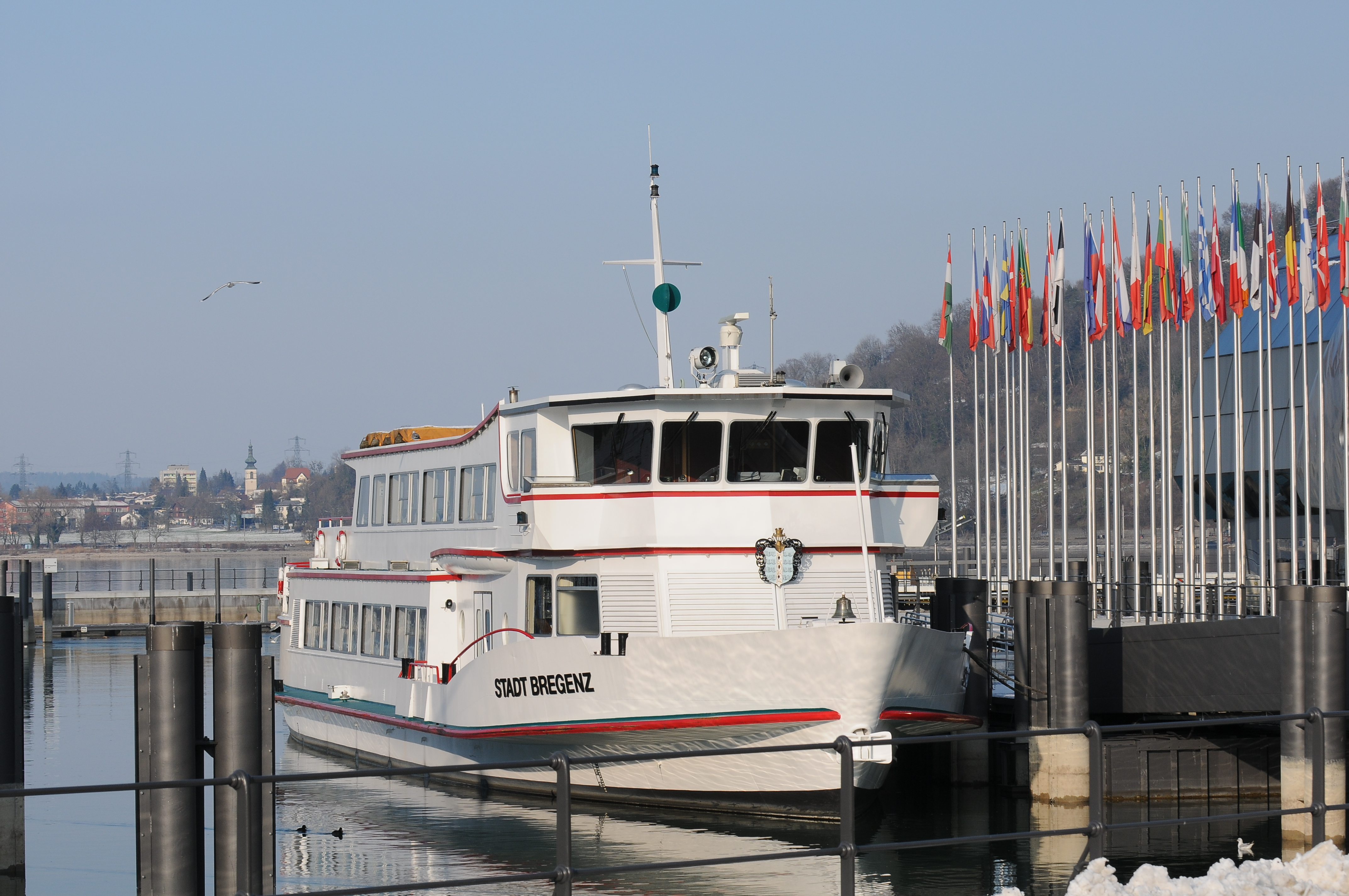
Stadt Bregenz im Jahr 2011 im gleichnamigen Heimathafen

Weil das Motorboot Dornbirn den steigenden Fahrgastzahlen nicht mehr genügte, gaben die Österreichischen Bundesbahnen (ÖBB) 1989 bei der Bodan-Werft in Kressbronn ein 300 Personen fassendes Motorschiff in Auftrag, das für Rundfahrten und schwächer frequentierte Kurse vorgesehen war.
Die ÖBB versetzten die 33-jährige Dornbirn an den Wolfgangsee. Am 8. Juni 1990 wurde das neue Schiff unter dem Namen Stadt Bregenz, den bis 1966 Österreichs größtes Dampfschiff getragen hatte, in Dienst gestellt. Die Stadt Bregenz erhielt auch eines der Radkastenwappen ihrer Namensvorgängerin.
1991 wurden an der Stadt Bregenz in Fußach Brückennocks angebaut.
In der Hauptsaison ist die Stadt Bregenz fast ausschließlich im Sonderfahrtenverkehr, unter anderen die alljährlichen Festspielfahrten, eingesetzt. Im Sommer 2000 rammte sie bei einem Anlegemanöver im Heimathafen mehrere Yachten und wurde am Bug beschädigt. Als die ÖBB die Bodensee-Schifffahrt auslagerten, kam die Stadt Bregenz 2006 in den Besitz der neu gegründeten Vorarlberg Lines-Bodenseeschifffahrt. Am 11. Juni 2010 fiel während einer Kursfahrt bei einem Anlegemanöver in Langenargen die Backbordmaschine aus. Die Stadt Bregenz prallte gegen die Mole und wurde beschädigt. Aufprall und splitterndes Glas verletzten drei Personen.

## Quelle
- MS Stadt Bregenz.  Auf: bodenseeschifffahrt.de, abgerufen am 15. Jänner 2024.